# Hizri Magomedovics Abakarov
Hizri Magomedovics Abakarov (cirill betűkkel Хизри́ Магоме́дович Абака́ров) (Juzsno-Szuhokumsk, 1960. június 28. –) oroszországi politikus, az Állami Duma tagja a Dagesztáni Köztársaság képviseletében 2021. szeptember 19. óta. Az Egységes Oroszország párt tagja.

## Pályafutása
Dagesztánban született, kaukázusi avar nemzetiségű. 1978-ban érettségizett a mahacskalai 4. számú bentlakásos iskolában. 1978 és 1983 között a Dagesztáni Politechnikai Intézetben (a jelenlegi Dagesztáni Állami Műszaki Egyetemen) tanult, és gépészmérnöki diplomát szerzett. A diploma megszerzése után a boriszoglebszki műszergyártó üzemben tervezőmérnökként kezdett dolgozni. Ezután 1983 és 1985 között a szovjet hadseregben szolgált. Leszerelése után a Novij Urengojban dolgozott, és a helyi harcművészeti szövetség elnöke volt. Abakarov a Szovjetunió felbomlása után üzleti vállalkozásba kezdett.
A politikai életben 1999-től vett részt, amikor Szulejman Kerimov Duma-képviselő stábjában kezdett dolgozni. Amikor Kerimov 2007-ben a Szövetségi Tanács képviselője lett, Abakarov továbbra is a bizalmi embere maradt. 2014-től négy évig a mahacskalai repülőteret üzemeltető részvénytársaság igazgatótanácsának elnöke volt. 2018-ban Derbent város vezetőjévé választották. Polgármesterként egyik első utasítása az volt, hogy 75 ezer rubeles fizetését osszák szét a városban élő rászoruló családok között.
2020 novemberében a Dagesztáni Köztársaság államtitkárává nevezték ki. Ebben az évben elvégezte az Oroszországi Förderáció elnöki vezetőképző akadémiáját, majd 2021-ben beválasztották az Állami Dumába az Egységes Oroszország párt színeiben, a Dagesztáni Köztársaság képviseletében.

## Fordítás
Ez a szócikk részben vagy egészben  a(z)   Абакаров, Хизри Магомедович című orosz Wikipédia-szócikk fordításán alapul.  Az eredeti cikk szerkesztőit annak laptörténete sorolja fel. Ez a jelzés csupán a megfogalmazás eredetét és a szerzői jogokat jelzi, nem szolgál a cikkben szereplő információk forrásmegjelöléseként.